# Josef Pfennigmann
Josef Pfennigmann (* 7. März 1923 in Altötting; † 27. Mai 1978 in München) war ein deutscher Historiker.
Sein Hauptarbeitsgebiet war die mittelalterliche Geschichte Bayerns. Ein Schwerpunkt seiner Arbeiten lag dabei auf der Erforschung der früh- und hochmittelalterlichen Geschichte seiner Heimatstadt Altötting und deren Gnadenkapelle. Für Josef Pfennigmann wurde somit Heimatkunde zur Wissenschaft. Er arbeitete als Stadtarchivar und Museumsleiter in Burghausen, als freier Mitarbeiter beim Bayerischen Rundfunk und als Lektor beim Süddeutschen Verlag.

## Leben und Wirken
Josef Pfennigmann stammte aus einer Inntaler Bauernfamilie und wuchs auf dem elterlichen Bauernhof in Altötting auf. Im Jahr 1940, als 17-Jähriger, wurde er zum Militärdienst einberufen, wurde auf Kriegsschauplätzen in Kreta und Russland eingesetzt und später schwer verwundet. Im Jahr 1944 konnte er das Abitur machen und studierte zunächst in Innsbruck und dann in München an der Ludwig-Maximilians-Universität das Fach Geschichte. Im Jahre 1952 promovierte er bei Johannes Spörl mit der Arbeit Studien zur Geschichte Altöttings im Früh- und Hochmittelalter. In dieser Arbeit befasste er sich auch ausführlich mit der Vorgeschichte der Gnadenkapelle. Seine damaligen Erkenntnisse wurden nach seinem Tod durch Ausgrabungen bei Baumaßnahmen bestätigt.
Zwischen 1949 und 1952 redigierte Josef Pfennigmann die Blätter für Geschichtsforschung und Heimatpflege, Inn-Salzach-Land, als Beilage zum Südostkurier und war mit deren Mitarbeitern Benno Hubensteiner und Herbert Schindler kollegial und freundschaftlich verbunden. Ab 1953 war er als Stadtarchivar, Museumsleiter und Kulturreferent in Burghausen beschäftigt. Der erste große Ausbau des nichtstaatlichen Museums auf der Burg zu Burghausen ist eng mit dem Namen von Josef Pfennigmann verbunden. Er arbeitete auch als freier Mitarbeiter des Bayerischen Rundfunks an Hörbildern zu geschichtlichen Themen Bayerns. In den letzten Jahren seines Lebens arbeitete er in München als wissenschaftlicher Mitarbeiter und Lektor für den Süddeutschen Verlag.

## Werke (Auswahl)
- Studien zur Geschichte Altöttings im Früh- und Hochmittelalter. Dissertation, ISBN 3-920191-21-8.
- 1500 Jahre Bayrische Landkarte. Die Geschichte Bayerns. Band I. Frühzeit und Mittelalter. Herbert Neuner, München 1954.
- 1500 Jahre Bayrische Landkarte.Die Geschichte Bayerns Band II. Die Neuzeit. Herbert Neuner, München 1957.
- Beiträge in: Herbert Schindler (Hrsg.): Bayrische Symphonie, Band 1, Land und Volk, Geschichte und Staat. Verlag Bruckmann, 1967.
- Burghausen an der Salzach. In: Unbekanntes Bayern. Burgen – Schlösser – Residenzen. Süddeutscher Verlag, München 1960, Nachdruck 1975/1976, ISBN 3-7991-5839-1.
- Das Öttinger und Burghauser Land. In: Der Landkreis Altötting. Neue Presse, Passau 1978.
- Mit Helmut Dotterweich und Kurt Reichel: Telekolleg I. Bayrische Geschichte. Lexikon 1–6. Tr Verlagsunion, 1982, ISBN 3-8058-0079-7.
- „Wie viel wunderthätige Kirchfahrten…“. Volksfrömmigkeit und Aufklärung in Altbayern. In: Herbert Schindler (Hrsg.): Bayern im Rokoko. Aspekte einer Epoche im Umbruch. Süddeutscher Verlag, München 1989, ISBN 3-7991-6434-0.
- Mit Alois Buchleitner, Johann Dorner und Max Hingerl: Sechshundert Jahre Rentamt Burghausen. Burghausen 1992. (= Burghauser Geschichtsblätter. Band 47.)
- Die bayerische Volksfrömmigkeit und die Aufklärung (Manuskript einer Rundfunksendung, 1971) In: Oettinger Land.  Band 18, 1998, S. 146–154.